# Espuri Furi Fus
Espuri Furi Fus (en llatí Spurius Furius Fusus) va ser un magistrat romà que va viure al segle v aC. Formava part de la gens Fúria, i segurament de la branca dels Medul·lí.
Va ser elegit cònsol l'any 481 aC juntament amb Cesó Fabi Vibulà. Titus Livi parla d'aquest consolat i diu que va estar marcat per conflictes amb Tibur i per un atac al territori de Veïs. Dionís d'Halicarnàs el presenta com un cònsol força popular (δημότικος) i diu que va fer una campanya contra els eques.